# 대동 누층군
대동 누층군(大同 累層群, Daedong Supergroup)은 중생대 쥐라기에 한반도 내 연천군, 김포시 김포 분지, 보령시 충남탄전, 단양군~영월군, 문경시 문경탄전 지역에 퇴적된 육성(陸成) 퇴적암 지층으로, 셰일과 사암, 역암으로 구성되며 무연탄을 포함한다. 이 지층에서는 무연탄과 식물 화석이 산출된다.

## 개요
대동 누층군은 조선 누층군이나 경상 누층군과는 달리 한반도 내 곳곳에 고립적으로 분포하는데, 경기도 김포시 북서부 김포 분지 지역과 충청남도 보령시~청양군~부여군 지역의 충남탄전 그리고 경상북도 문경시의 문경탄전 지역에 대규모로 분포하며, 경기도 연천군~포천시 지역과 강원특별자치도 정선군~충청북도 단양군 지역, 인천광역시 덕적도 지역에 소규모로 분포한다.
대동 누층군은 특히 충남탄전과 문경탄전 지역에서 무연탄과 다수의 식물 화석이 산출되어 지질학자들의 연구 대상이 되었던 바, 중생대 초에 한반도에서 발생했던 송림 변동과 대보 조산운동 사이의 퇴적 환경과 두 조산 운동의 성격을 규정할 수 있는 역할을 한다.

### 지질시대
기존의 식물 화석 연구는 대동 누층군의 퇴적 시기를 중생대 트라이아스기 후기에서 쥐라기 전기 사이로 추정했으나, 최근의 저어콘 연령 분석 결과는 대동 누층군의 퇴적 시기를 전기 내지 중기 쥐라기로 국한한다. 이는 현재 전국 각지에 흩어진 '대동 누층군'으로 설정된 지층들(김포층군, 남포층군, 반송층군 등)이 모두 동일한 시기와 지구조 환경에서 퇴적되지 않았을 가능성을 시사한다.

### 고지자기
김인수 외(1994)는 김포, 연천, 영월-단양, 문경 지역에서 채취한 대동 누층군 시료를 대상으로 고지자기를 연구하였고, 대동 누층군의 퇴적 당시 김포 지역은 남중국 지괴에, 영월-단양 및 문경 지역(의 대동 누층군)은 북중국 강괴에 속했으며, 연천 지역의 대동 누층군은 양쪽 지괴의 잔류 자기가 모두 나타나 이 지역에서의 충상단층 운동에 연관된 것으로 결론 지었다. 잔류자기에 의한 고위도 자료는 대동 누층군이 퇴적된 지괴가 페름기 내지 트라이아스기에 적도 부근에 위치해 있다가 트라이아스기 후기에 이르러 북위 20~30° 지역에 도달, 충돌(송림 변동)했음을 지시한다.

## 김포층군
대동 누층군 김포층군(金浦層群, Gimpo Group)은 경기도 김포시 북서부 및 강화군 일부 지역에 발달하는 중생대 퇴적 분지 김포 분지에 분포하는 대동 누층군으로 하부 통진층과 상부 문수산층으로 구성된다. 김포시 월곶면과 문수산을 중심으로 대곶면 및 강화도 동부 지역에 걸쳐 있는 60 km2 김포 분지는 선캄브리아기 기반암에 의해 둘러싸여 있으며 이들과 단층으로 접한다. 전희영(1989)은 경기도 북서부 김포 분지 지역과 파주시 적성면~연천군 일대에 분포하는 적성층을 묶어 경기탄전(京畿炭田, Gyeonggi Coalfield)으로 명명하였다.

### 화석
김포층군 내에서는 식물화석(양치류) Marattitales sp., Dictyophyllum Mathorsti Zeiller, Clathropteris meniscoides Brongniart, Cladophlebis denticulata Brongniart, Cladophlebis raciborskii Zeiller, Cladophlebis haiburnensis Lindley & Hutton, Cladophlebis sp., Pterophyllum sp., Phoenicopsis sp., Podozamites distans (Presl), Podozamites sp. cf. Podozamites lanceolatus (Lindley & Hutton), Podozamites sp., Pityophyllum sp. cf. Pityophyllum longifollium Nathor sti., Nathorsti carrerei (Zeiller) Halle, 동물화석 Euestheria kawasaki, Sphaeroestheria coreanica, Cyclestheria rampoensis, Estherites sp., 이매패류, 흔적화석 등이 산출된다. 이로서 대동 누층군 김포층군의 퇴적 환경은 호소 환경이며 기후는 열대 내지 아열대의 온난습윤한 환경이었다.
김종헌(1993)은 김포시 월곶면 고양리 원머루마을 지역의 통진층 중부 셰일에서 Dictyophyllum exile, Clathropteris obovata, Coniopteris sp., Cladophlebis cf. Asterotheca okafujii, Cladophlebis racibroskii Zeiller, Otozamites hsiangcheinsis Sze 등의 식물 화석을 발견 기재하였다.
권영정(2009)은 통진층에서 비해성 이매패류 화석과 식물의 줄기 및 씨앗 화석을 발견하였다. 화석이 발견된 곳은 김포시 월곶면 고양리 원머루마을(북위 37° 41′ 33″ 동경 126° 32′ 16″ / 북위 37.69250°  동경 126.53778° )의 통진층 상부 4개 층준으로 이암과 흑색 셰일에서 화석이 산출된다. 이매패류 화석은 Bivalvia, 식물 화석은 Neocalamites carrerei, Carporithus sp.가 산출되었다.

### 고지자기
김인수 외(1993)는 김포시 지역의 대동 누층군에서 111개의 시료를 채취해 고지자기 연구를 실시하였고, 대동 누층군 퇴적 당시 김포 분지 지역은 북위 20~30° 지역에 있었으며 남중국 지괴의 일부였거나 아주 근접해 있었던 것으로 보고하였다.

### 통진층
통진층(通津層, Tongjin Formation)은 김포 분지의 최하부 지층으로 김포시 통진읍을 표식지로 하여 월곶면, 대곶면 지역에 분포한다. 통진층은 흑색 셰일과 암회색 세립질사암으로 구성되며 상부에 탄질셰일과 무연탄이 1 m 내외의 박층으로 협재된다. 월곶면 고양리 남쪽, 통진읍 옹정리 절골, 신강화대교 도로변 등지에서 통진층 내에 등사 및 횡와 습곡 구조가 발달하며, 스러스트 단층이 통진층 내에 발달한다. 전희영(1983)은 통진층에서 동물 화석 Estheria 을 보고해 충남탄전의 아미산층, 문경탄전의 보림층, 단양탄전의 현천리층에 대비된다고 보았다. 통진층은 조용한 호소 환경에서 퇴적된 것으로 해석된다.

### 문수산층
문수산층(文殊山層, Munsusan Mt. Formation)은 김포시 문수산과 월곶면 지역에 폭 3.5 km, 연장 9 km의 직사각형 형태로 분포하는 김포 분지의 지층으로, 통진 지질도폭(1997)에 의하면 문수산층에 쥐라기 화강암의 자갈이 들어 있어 통진 지질도폭에서는 문수산층을 통진층을 부정합으로 덮는 백악기의 지층으로 보았다. 저색 역암，녹회색 역질사암，유백색 역암，저색 역질사암으로 구성되며 저색 이암이나 세립질사암이 렌즈상으로 협재된다. 역암의 자갈은 사암(>50%), 셰일, 편마암, 규암 등으로 구성된다. 지층의 전체 두께는 850 m 정도로 추정되며 문수산 지역에서 가장 두껍다. 문주산층은 자갈의 방향이 무질서하고 분급도가 불량하며 하상(河床) 구조가 빈번하여 충적순상지에서 석편류(石片流, debris flow)에 의해 퇴적된 것으로 해석된다.

## 반송층군

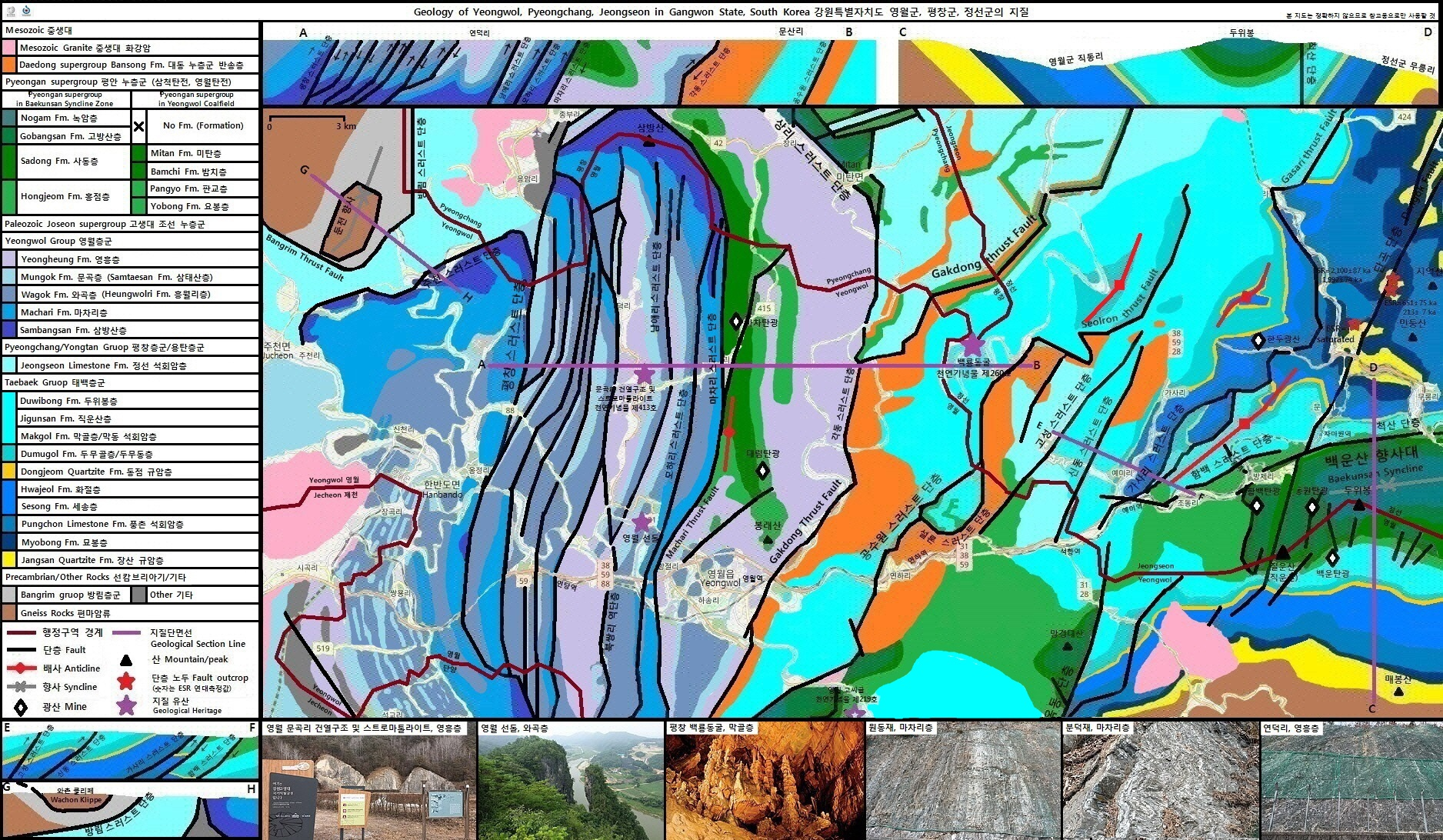
영월군의 지질과 대동 누층군 반송층군

대동 누층군 반송층군(Daedong supergroup Bansong formation, 盤松層) 또는 반송층은 단양군에서 영월군까지 각동 스러스트 단층을 따라 북동-남서 방향으로 분포하는 중생대 쥐라기 대동 누층군의 지층으로 山成不二麿 (1926)에 의해 처음 명명되었으며 단양군 내에서는 단성면 북서부에서 한강을 따라 영춘면 사지원리 서부에 이르기까지 분포한다. 반송층은 두터운 사암류와 셰일류의 호층으로 구성되며 박층의 역암층과 알코스사암 등이 수반되고 반송층 하부에는 수 매의 무연탄이 협재된다. 반송층의 두께는 300 m 이상이다. 반송층은 조선 누층군 및 평안 누층군 홍점층 상위에 대개 경사 부정합으로 놓이나 단양군 단성면 하방리~심곡리 지역에서는 반송층 하부가 조선 누층군 및 평안 누층군과 정단층으로 접하고 있다. 단양탄전 지역의 반송층에서 나온 식물화석에 근거해 반송층군의 지질시대는 트라이아스기~쥐라기로 추정된다.
반송층은 대개 북서쪽으로 경사져 있으나 곳곳에서 습곡을 형성하며 단층으로 인해 주향 방향으로 잘려나갔거나 중첩 내지 반복되기도 한다. 특히, 1990년의 조사 당시 적성면 애곡리 지역의 반송층 상부에서 그 축면이 북서쪽으로 경사진 등경향사(isoclinal syncline)가 확인되었다. 또한 가곡면 향산리와 영춘면 사지원리 지역에서 지금까지 알려지지 않은 충상단층에 의해 반송층이 중첩 분포되어 있음이 확인되었다.
반송층은 태백산지구지하자원조사(1962)에서 하부의 역암층원과 상부의 사암-셰일층원으로 구분되었으나, 단양 지질도폭(1967)에서는 그냥 반송층으로 구분하였다. 정창희(1971)는 반송층군을 밑에서부터 사평리층, 현천리층, 덕천리층으로 구분하였고 그 이후의 연구들은 모두 반송층군을 밑에서부터 사평리 역암(층), 현천리층, 덕천리층으로 구분하고 있다.

## 충남탄전 남포층군

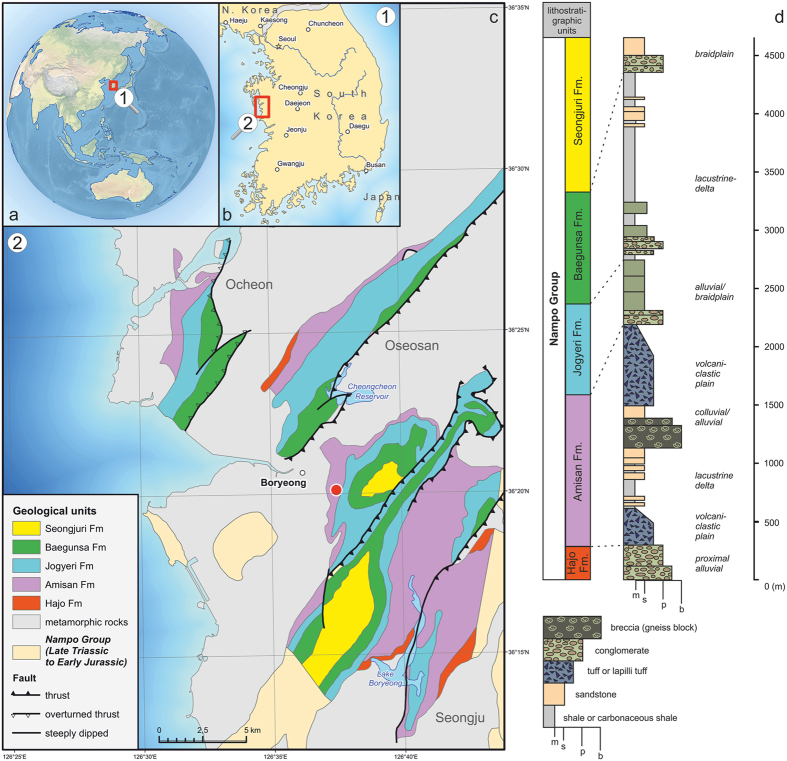
충남탄전 지역 남포층군의 분포

충남탄전(忠南炭田, Chungnam Coalfield)은 충청남도 보령시 성주면, 웅천읍, 미산면, 오천면, 청양군, 부여군 외산면 지역에 걸쳐 있는 350 km2 규모의 석탄(무연탄) 산지로, 대동 누층군 남포층군과 기반암인 편마암으로 구성된다. 남포층군(藍浦層群, Nampo Group)은 충청남도 보령시 일대 충남탄전에 분포하는 대동 누층군으로, 오늘날 밑에서부터 하조층, 아미산층, 조계리층, 백운사층, 성주리층으로 구성된다. 무연탄을 함유한 지층은 아미산층과 백운사층으로 아미산층에 3매, 백운사층에 2매의 가행 가능한 무연탄층이 협재된다. 이들 무연탄 지층의 두께는 극히 불규칙하며 0.3~2 m 이상에 달한다. 석탄의 발열량은 평안 누층군의 석탄보다 낮으며 약 2,000~6,000 Cal, 평균 5,000 Cal이다. 충남탄전 지역 무연탄의 총 매장량은 3,200만 톤이다.

## 문경탄전

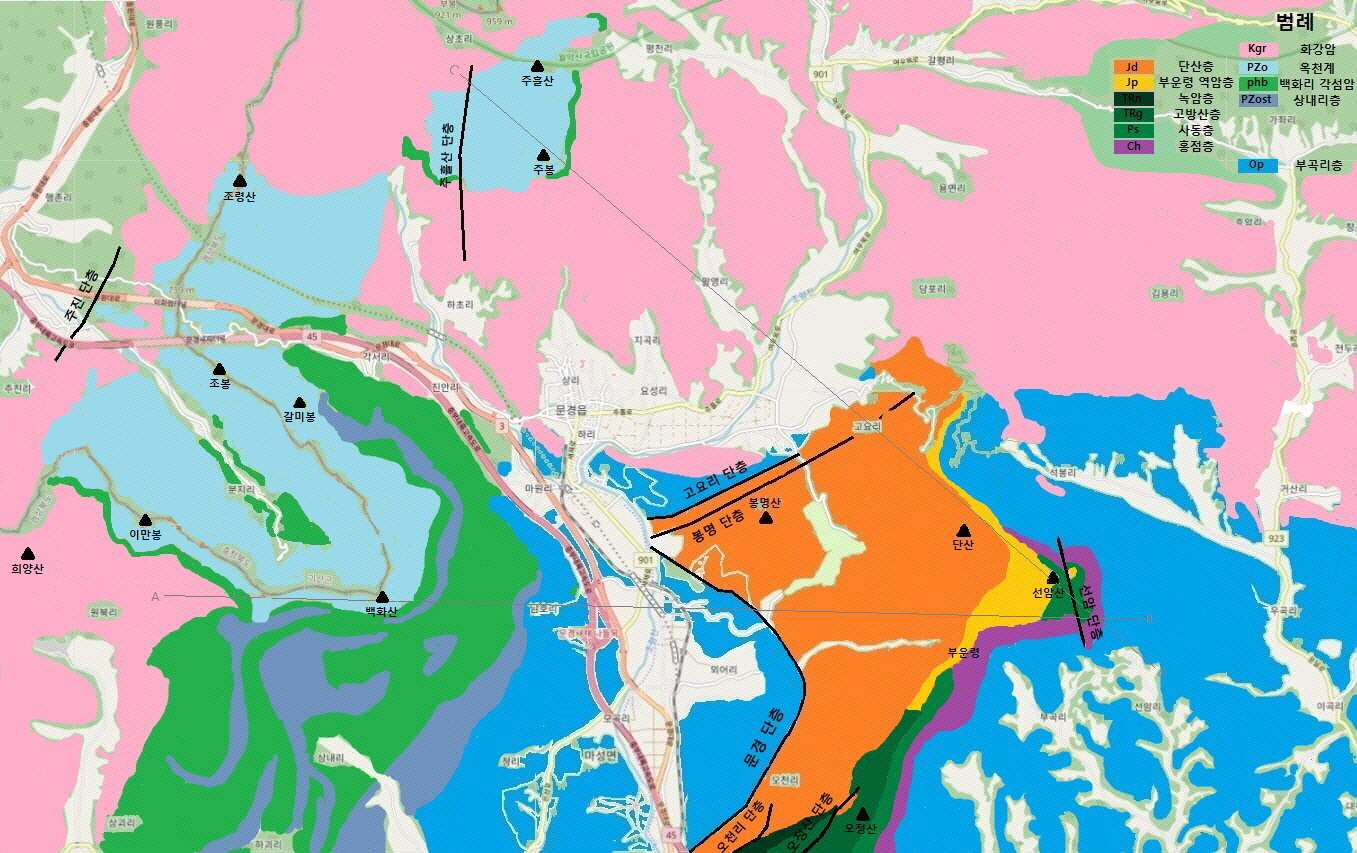
문경시의 지질과 대동 누층군(주황색)

경상북도 문경시 문경탄전의 주요 함탄층을 형성하는 대동 누층군은 동서로 문경시 마성면과 산북면의 경계에 위치한 단산(959 m)에서 마성면과 문경읍의 경계에 위치한 봉명산(692 m)까지, 남북으로는 문경읍 고요리에서 가은읍에 이르기까지 광범위하게 분포한다. 문경탄전 지역에서 대동 누층군은 기저 역암인 부운령 역암층과 육성 퇴적암인 단산층으로 구분된다. 1935년 조사 당시에는 기저 역암층을 산수동 역암층, 그 위의 퇴적암을 단산층이라 명명하였으나 1964년 문경탄전 전반의 조사에서는 산수동 역암층을 기저 역암층으로 단산층은 하부에서부터 부운령층, 옹점리층, 내어리층 및 봉명리층의 4개 층으로 구분하였다. 그러나 문경 지질도폭(1967)과 함창 지질도폭(1968)에서는 단산층을 각 층으로 구분한 기준이 모호할 뿐 아니라 특징 지을만한 것을 찾을 수 없어 1935년의 기준을 사용했다.
대동 누층군의 부운령 역암층은 과거 대동 누층군의 기저 역암층으로 해석되었으나, 김정환 등(1989)은 스러스트 단층을 따라 단층의 전면부에 단속적으로 분포하는 것을 밝혀내고, 부운령 역암층이 조항령 서편, 단산 산록부 서쪽, 단산갱 입구, 산업도로 변에도 분포하고 있어 과거의 지질도에 많은 수정이 필요하다고 설명하였다. 부운령 역암층은 하위의 지층들과 스러스트 단층으로 접하지만 상위의 흑색 셰일과는 점이적이며, 이 셰일층의 함탄층과 식물화석의 존재로 보아 지질시대가 평안 누층군 사동층보다는 먼저 퇴적되었다고 하였다.
문경탄전 지역 대동 누층군(봉명산층, 단산층)의 잔류 자기는 거의 모든 노두에서 북서 방향의 편각을 보이며 일부는 북동 방향을 보이는데 이는 남중국 지괴의 것과 일치하며 이 노두들이 송림 변동에 수반하여 단층 북서부의 평안 누층군 분포 지역으로부터 남동부의 대동 누층군의 분포 지역으로 충상되어 혼입된 평안 누층군의 내프(nappe)인 것으로 해석된다. 이는 문경 지역에서 층서 및 지질구조 해석에 난관이 되었던 문제들―대동 누층군이 분포한다는 단산 지역에서 석탄기의 Lepidodendron 화석 산출, 대동 누층군 분포 지역에 평안 누층군 홍점층과 함백산층과 유사한 암상이 출현, 문경 단층 동편 대동 누층군 분포 지역에서 나타나는 평안 누층군의 화석들, 대동 누층군 보림층 내 상부 석탄기의 코노돈트 화석 산출, 함탄층이 평안 누층군의 것인지 대동 누층군의 것인지 하는 문제 등―을 한번에 해소할 수 있으며, 특정 암석에서 잔류 자기의 편각과 복각을 검출해 평안 누층군인지 대동 누층군인지를 판정할 수 있다.

### 부운령 역암층 (산수동 역암층)
부운령 역암층(Jurassic Bounyeong formation, 富雲嶺 礫巖層)은 문경시 대동 누층군의 기저 역암을 형성하며 부운령 북편에서 폭이 넓어지고 부운령 남쪽과 단산 부근에서 급격히 협소해 지다가 가섭리 북측 능선과 조항령(鳥項嶺; 새목재) 서편 산릉에서 각각 첨멸한다. 단산에서 마성면 신현리를 지나 가은읍 민지리에 이르기까지, 단산층 분포 지역 바로 남동쪽에서 분포한다. 문경도폭 지역에서의 이 층은 전형적인 산수동 역암층과는 암상이 전혀 다른 함력(含礫)운모편암으로 변질되어 있어 부운령 역암층이라 명명되어 있으며 부운령 부근에서 최대 두께는 500 m이다. 본 역암층의 기저를 이루는 역암은 회색 내지 암회색을 띤다.
함창 지질도폭에서는 1935년에 결정된 이름인 산수동 역암층(Jurassic Sansudong formation, 山水洞 礫巖層)을 그대로 사용하여 부운령 역암층과 동일한 문경시 대동계 지층의 기저 역암층이다. 하위의 고생대 평안계 지층을 부정합으로 덮는다. 본 층 역암의 기질(matrix)은 알코스질사암(Arkosic sandstone) 및 자색(赭色) 셰일등으로 구성되며 녹회색 셰일을 협재하고 봉생동 부근에서는 역(礫)의 크기가 줄어 역질 사암으로 나타나기도 한다. 두께의 변화가 극심하여 산수동(=현재의 가은읍 저음리 북부) 부근에서 300 m 에 달하던 것이 동북측 연장부로 가면서 줄어들어 봉생동(鳳笙=현재의 마성면 신현리 일대)부근에서는 20 m 내외로 나타난다. 가은읍 갈전리 소재 갈미봉 이남에서는 각섬성 화강암의 관입에 의해 평안계와의 접촉부인 본 암층의 하부가 나타나지 않아 본 층의 실제 두께는 알 수 없다. 문경시 가은읍 저음리 산 87 (북위 36° 38′ 00.82″ 동경 128° 05′ 38.39″ / 북위 36.6335611°  동경 128.0939972° )에서 부운령 역암층의 역암 노두를 관찰할 수 있다.
용유리 지질도폭(1973)에 의하면 농암면 화산리와 율수리 일대 지역에 소규모 분포하는 산수동 역암층은 백악기 규장반암에 포획되어 있어 매우 교란되어 있고 풍화되어 관찰이 어렵다. 주로 역암으로 구성되며 그 역(礫)들은 아원(亞圓)질이 우세하나 부분적으로 각력질을 보이는 흑색 셰일과 유백색 사암 등으로 이루어져 있다. 율수리 남쪽에서는 지층의 주향이 북동 30°에 경사는 남동 25°로 나타난다.
김정환 외(1989)는 부운령 역암층은 부운령에만 분포하는 것이 아니라 단산 서쪽과 부운령~조항령 사이에도 스러스트 단층에 의해 반복 노출되어 단속적으로 분포하며, 지층 바로 위 셰일층 내 석탄과 고생대 식물화석의 존재로 부운령 역암층이 평안 누층군 사동층보다 먼저 퇴적되었다고 보았다. 그리고 부운령 역암층은 구랑리나 진남교 부근에서 산수동 역암층과 나란히 분포하고 있음이 확인되어 두 지층이 층준을 달리하고 있음이 밝혀졌다.

### 단산층
단산층(Jurassic Dansan formation, 檀山層)은 하위의 부운령 역암층을 부정합으로 덮으며 이 층 하부에는 석탄층이 발달한다. 마성면 고요리 남동부와 외어리 중동부 대부분 지역, 그리고 오천리에서 신현리와 하내리, 갈전리, 성전리, 전곡리 남부를 거쳐 농암면 농암리까지 부운령, 산수동 역암층과 함께 북동-남서 방향으로 이어진다. (중간에 신현리와 하내리에서 단층에 의해 몇 번 절단된다.)
문경 지질도폭(1968)에 의하면 부운령 역암층을 부정합으로 덮고 유백색 함역조립사암을 기저로서 최하부를 형성하여 부운령 역암층과 구분된다. 일반적으로 이 기저층으로부터 상당히 두터운 조립 내지 중립질, 유백색 내지 담회색의 사암층이 단속적으로 발달한다. 조립사암층 위로 암흑색을 띠기 시작하여 세립사암으로 되고 흑색 셰일층이 10 m 두께로 교호(交互)하는데 이 중에 2매의 무연탄을 협재한다. 단산층 하부에 발달하는 본 석탄층은 단산층의 주요한 함탄대(含炭帶)로서 개발되었다. 2매의 탄층 중 상부 탄층이 양호하며 보림탄광에서 확인된 탄층은 두께 10 m에 연장 20 m 인 것과 두께 2 m에 연장 200 m에 달하는 것이 있다. 함탄층에서 멀어짐에 따라 회색 사암층이 흑색 사질 셰일을 상당히 협재하고 발달하는데 상부 탄층준에서 약 100 m 상위에 기저층과 비슷한 유백 내지 담회색의 함력조립사암층이 협재된다. 이 상부 함력조립사암층에서부터 상위로 상당히 두텁게 (담)회색 사암, 흑색 셰일 및 사질 셰일의 교호대(交互帶)가 발달되는데 사암층이 우세하다. 이 교호대에서는 파장 1.2 cm의 연흔이 보존되어 있으며 흑색 셰일 중에서 Baiera GRACILIS Bunbury, Podozamites distance., Podozamites lanceolatus L. H., Phoenicopsis sp.?, Pterephyllum subaequale Hartz와 같은 식물 화석이 산출된다.
함창 지질도폭(1968)에 의하면 산수동 역암층을 정합적으로 덮고, 가은읍 갈전리 북부에서 농암면 농암리에 이르는 구간에서 산악/평야 지형 경계와 일치하는 북동-남서 주향의 가은 단층에 의해 단산층 하부와 조선 누층군 대석회암층군이 접하고 있다. 가은 단층 의해 단산층의 상부 지층은 나타나지 않는다. 단산층의 최하위 지역에는 담회색 내지 유백색의 규암질 사암이 우세하며 상위로 가면서 암회색 내지 흑색을 띠는 조립 내지 세립 사암, 사질 셰일, 셰일의 호층대가 두껍게 발달되면서 수 매의 불연속적인 무연탄층을 협재한다.

## 기타 소규모 분포지

### 적성층
경기도 북부 파주시 진동면 동파리, 적성면 구읍리, 적성면 장현리~연천군 전곡읍 고능리 및 청산면 초성리, 포천시 창수면 고소성리 지역에는 임진강 단층과 전곡 단층을 따라 대동 누층군 김포층군 적성층(積城層, Jeokseong Formation)이 분포한다. 파주시 적성면을 표식지로 하는 적성층은 소위 연천탄전에 분포하는 트라이아스기 후기~쥐라기 전기의 육성 퇴적암으로 문산 지질도폭(1998)에서 처음 적성층으로 명명되었다. 연천군 지역에서는 초성 스러스트 단층에 의해 선캄브리아기 장락층군과 이를 관입한 우백질 화강암이 적성층 위로 충상되어 있다. 전희영(1989)은 파주~연천 지역의 대동 누층군 적성층을 김포시 김포 분지 지역의 대동 누층군 김포층군과 같이 묶어 경기탄전(京畿炭田, Gyeonggi Coalfield)으로 명명하였다. 전희영(1989)은 적성층을 암상에 따라 하부 역암·역질사암대(120 m), 하부 사암·셰일호층대(350 m), 상부 역암·역질사암대(100 m), 상부 사암·셰일호층대(200 m)로 구분하였다.
김종헌(1993)은 임진강대 지역 파주시 적성면 적암리 문바위 지역과 연천군 전곡읍 양원리 지역 적성층에서 Neocalamites carrerei (Zeiller) Halle, Hausmannia usuriensis (Kryshtofovich), Desmiophyllum sp., Elatocladus constricta (Feistmantel) Oishi 식물 화석을 발견 기재하였다.
연천 지질도폭(2008)에 의하면 하성~호성 환경에서 퇴적된 적성층은 회색 역암, 담회색~암회색 사암, 혹색 셰일 등으로 구성되며 중부에 무연탄이 1~3매 협재된다. 고소성리-오가리 일대의 적성층에서는 Podozarnites sp.로 동정되는 식물 화석이 산출되었다.
포천 지질도폭(2005)에 의하면 적성층은 주로 암회색 사암, 역암, 역질사암으로 구성되고 박층의 흑색 셰일과 무연탄이 협재되며 하부 역암대, 중부 사암우세대, 상부 역암대로 구분된다. 하부 역암대는 감악산변성섬장암과의 부정합면 직상부의 역암과 역질사암으로 구성되며 역암의 자갈은 유백색 규암과 석영맥에서 유래한 5~10 cm 크기의 아원형~아각형 자갈이다. 중부 사암우세대는 (암)회색의 사암으로 구성되며 상부와 하부 층준에 암회색 내지 흑색 셰일과 무연탄이, 중부 층준에 역암 내지 역질사암이 협재된다. 상부 역암대는 역암과 역질사암으로 구성되며 역암의 자갈은 3~6 cm 크기의 각형~아원형 규암(일부 편암)이다.

### 인천광역시덕적도덕적층

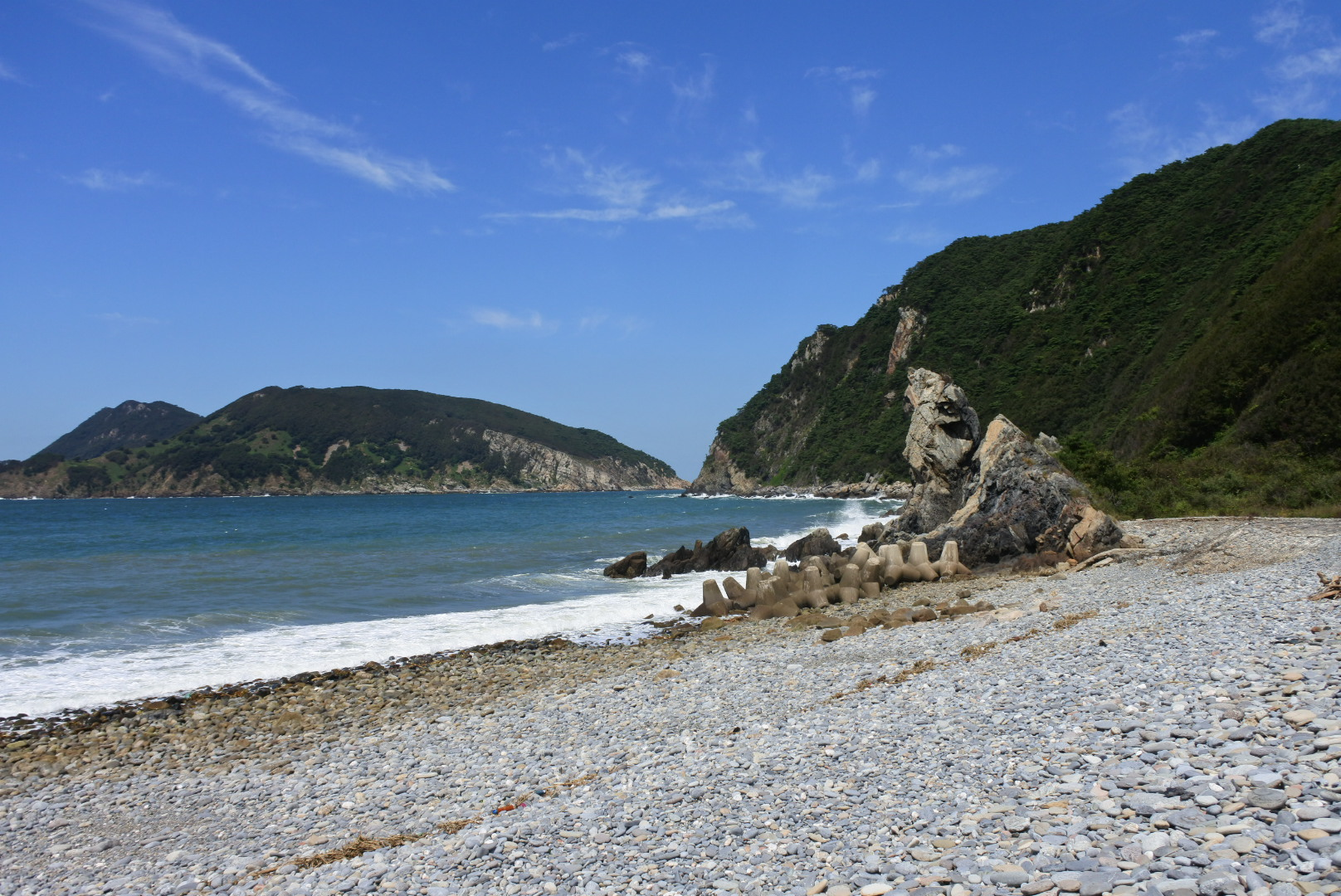
덕적도 능동자갈마당해변의 덕적층

덕적층(德積層, Deokjeok Formation)은 덕적도 서북부, 선미도, 소이작도 북부에 분포하는 중생대 쥐라기 대동 누층군의 퇴적암 지층이며 덕적도의 능동자갈마당해변에서 접근 및 관찰이 용이하다.
덕적도 북서부 및 선미도 지역과 소이작도 북부, 대이작도 북서부 해안에 분포하는 퇴적암은 기존에 쥐라기 초의 대동 누층군과 트라이아스기의 저변성 퇴적암(slighltly-metamorphosed sedimentary rock)으로 보고되었으며 굴업도 지질도폭(2016)에서 덕적층으로 명명하였다.
덕적층은 역암, 응회질사암, 이암이 수 센티미터에서 수 미터 두께로 교호한다. 덕적층 역암의 자갈은 주로 규암이고 화산암, 편마암, 편암, 화강암편을 소량 포함한다. 응회질사암은 암회색의 세립질사암과 담회색 내지 황회색을 띠는 중/조립질 사암이며, 응회질사암 사이에는 흑색 셰일이 협재되는데 여기서 식물 화석의 파편이 산출된다. 소이작도의 덕적층은 변성 정도가 높아 엽리가 발달하고 그 주향과 경사가 다양하게 발달하지만, 덕적도와 선미도의 덕적층은 변성 정도가 약하여 사층리와 같은 퇴적 구조가 관찰된다. 덕적도와 선미도의 덕적층의 주향은 북북서 내지 북북동 방향이며 동쪽으로 40~70° 경사한다. 지층의 두께는 약 500 m 로 추정되나 주변의 암석들과 단층으로 접하고 있어 전체 두께는 불명이다.

### 당진시석문층
석문층(Jurassic Seokmun formation, 石門層)은 충청남도 당진시 석문면 삼봉리 서부와 초락도리 동부, 당진포리 서쪽 해안가 일부, 정미면 덕마리의 신성대학교 주변에 소규모 분포하는 지층으로 선캄브리아기의 변성암류와 대호지층을 부정합으로 덮으며 당진·장고항 지질도폭(1989)에서 대동 누층군에 대비된다고 기재하였다. 당진시 석문면 초락도리에서 장축 50 cm 정도의 기저 역암이 나타나며 곳곳에 사층리를 갖는 사질암들이 협재된다. 그러나 석문층의 대부분은 흑색 내지 암회색의 셰일 또는 점판암으로 석회질 성분을 함유한 것도 나타난다.
당진시 석문면 삼봉리의 석문중학교 옆에는 탄광을 개발한 흔적이 보이나 지금은 가행하지 않고 있다. 그밖에 당진시 고대면 당진포리의 고산골 부근 해안에서는 적색 중립질의 사암들이 분포하는 바 단층 파쇄대에 속한다. 정미면 덕마리에서 본 지층은 대호지층과 단층으로 접하며 흑색 셰일과 점판암이 대부분이며, 역암과 흑색 사암이 협재되기도 하지만 석회질 성분은 나타나지 않는다.
석문층은 대체로 석문면에서 주향 북동 20~65°, 경사 남동 35~50°이고 고대면에서 주향 북서 15~25°, 경사 북동 50~70°, 정미면에서는 주향 북동 5~20°, 경사 북서 40~80°이다. 석문면 해창마을 부근에서는 이러한 층리면들을 교차하는 이차 엽리들이 발달하기도 한다. 석문층 내에는 석탄이 부존되어 있다.

## 같이 보기
- 한국의 지질
- 조선 누층군
- 평안 누층군
- 경상 누층군
- 무연탄
- 퇴적암